# Giardino Vincenzo Muccioli
Il giardino Vincenzo Muccioli, già giardino Stendhal, è un'area verde di Milano, sita nella zona sud-occidentale della città. Aperta al pubblico negli anni settanta del XX secolo e in seguito dedicata all'imprenditore Vincenzo Muccioli, ha una superficie di 9 000 m².